# Alcalde de los hijosdalgo de Castilla
El alcalde de los hijosdalgo de Castilla era un oficial de la Corona de Castilla que resolvía y juzgaba los pleitos de los integrantes de este Estamento privilegiado.

## Antecedentes históricos
No se conoció al principio este Magistrado porque antes del Rey Fernando I de León, que fue antes rey de Castilla, los mismos Condes conocían de las causas de los Nobles quienes nunca consintieron en ser juzgados por otras personas ni Jueces que no fuesen del conocido Estado de hijosdalgo lo que dio motivo a que el Rey Alfonso XI mandase en la suplicación quinta de las Cortes celebradas en Madrid, que los Adelantados de Castilla no se acompañasen en las visitas que hacían de su provincia con Alcaldes de otro Estado que del Noble a diferencia de los de León, por no haber reclamado los hijosdalgo de este Reino y contentándose con ser juzgados por jueces de cualquier clase. Este expresado conocimiento en las causas de los hijosdalgo fue posterior a aquel otro fuero antiguo de España en cuya virtud solo el Rey, con asistencia de ciertos Jueces del mismo territorio que era el hijodalgo, sentenciaba las causas que de cada uno de ellos se ofrecían, lo que después, como está dicho, se sometió a los mencionados Alcaldes, reservándose solo el Rey el declararlos por traidores.

## Historia

### Alfonso VIII
Se continuó el privilegio o favor de los hijosdalgo en virtud del dicho fuero hasta los tiempos del Rey Alfonso VIII o el de las Navas, en que con motivo de haberles querido imponer un tributo de cinco maravedís de oro para la guerra o conquista de Cuenca y hecha la propuesta por el Rey en las Cortes de Burgos, lo resistió con esfuerzo Nuño de Lara de lo cual agradecidos los hijosdalgo, le nombraron por su Juez mayor, en cuya ilustre casa se conservó este empleo hasta Juan el Segundo y para mayor manifestación de su reconocimiento acordaron entre sí, se le diese anualmente un convite o yantar, continuándose después de su vida á sus succesores. Y llegó a tan supremo grado su autoridad, que hablaba y votaba en las Cortes el primero por los hijosdalgo de Castilla, como lo ejecutó Hernando de Antequera en las de Toledo y su hijo Don Juan en las que se celebraron en Valladolid para la Jura del Príncipe Enrique IV.

### Felipe II
A pesar del referido honor que gozaba esta casa, se estableció un Alcalde de los hijosdalgo para que oyese en la Corte los pleitos que se les ofreciesen, con la asistencia de dos Escribano, los cuales eran nombrados entre los Notarios del Rey. Se aumentó después otro y Felipe II en el año 1562, mandando cesar a los Notarios de las Cancillerías de Valladolid y Granada en el conocimiento que tenían juntamente con los Alcaldes en los asuntos de hidalguías, creó de nuevo otro Alcalde para que por sí solos y sin intervención de dichos Notarios de las provincias, viesen y determinasen estas causas. 

### Carlos III
Últimamente, vino a formarse para la única expedición de ellas en cada uno de los referidos Tribunales una Sala compuesta de cuatro togados en cuyo medio anterior tiempo y en el de los Reyes Católicos como proveyesen de corregidores a los pueblos y ciudades, eligiéndoles personas nobles, omitían venir a la Corte y acudían ante ellos a quejarse en sus asuntos. Al presente por Real Cédula de Carlos III, expedida en el Pardo a trece de enero de 1771, se ordenó la erección de las Salas de Hijosdalgo de las dos Cancillerías de Valladolid y Granada en criminales y mandó que sus Ministros despachasen las causas de esta clase en los tres días de la semana que anteriormente no asistían al Tribunal. Y si fenecido el despacho de sus negocios nativos en los destinados para su expedición, sobrase algún tiempo, lo empleasen en la de aquellos, sin que por este nuevo establecimiento padeciera alteración, ni disminución alguna la constitución de esta Sala, conservándose su creación e instituto en la propia forma y estilo con que antes se gobernaba, por lo cual se apellidan Salas Segundas del Crimen e Hidalguías.